# Żyła nieparzysta krótka dodatkowa

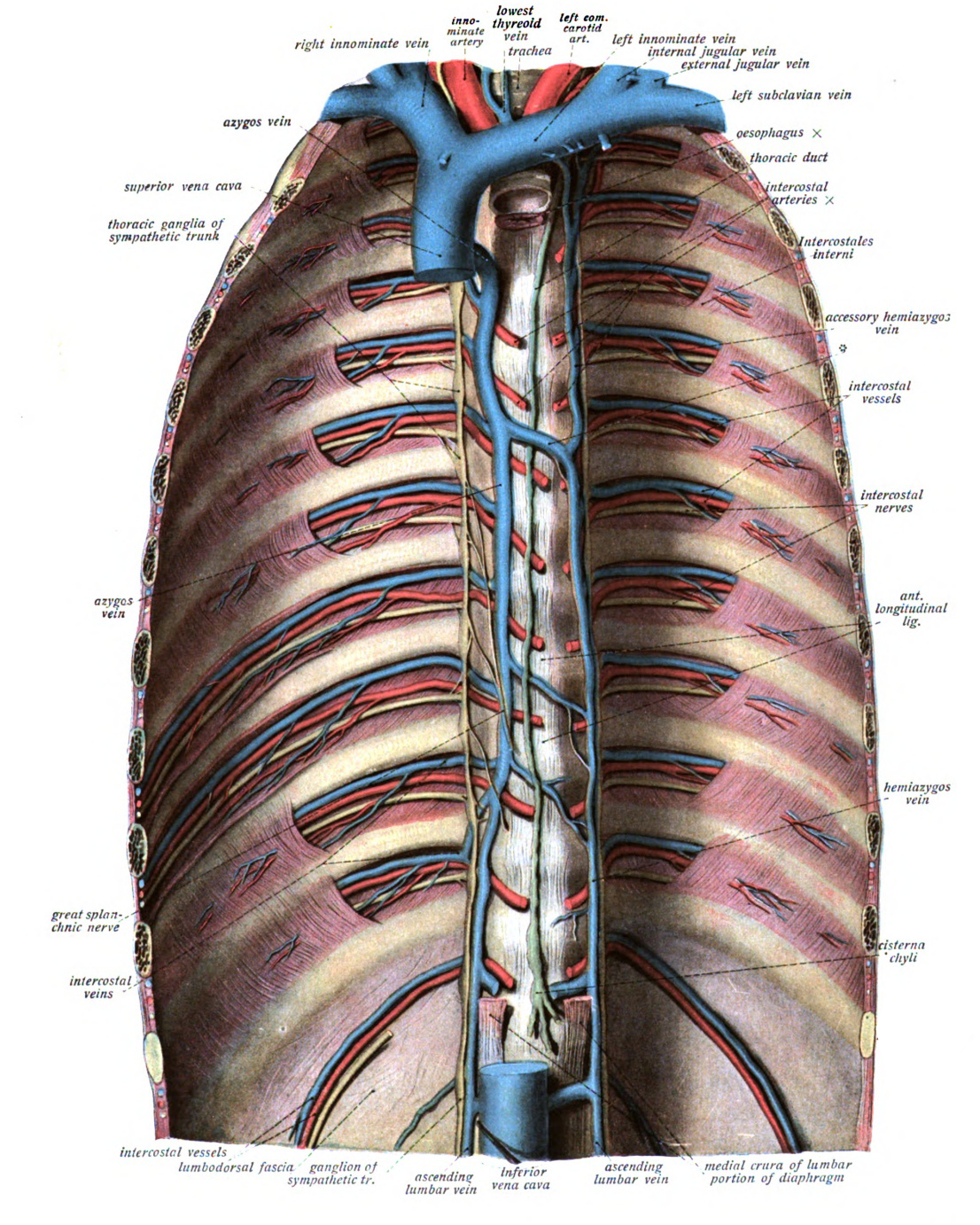
Układ żył nieparzystych (widok od przodu na tylną ścianę klatki piersiowej po usunięciu przepony)

Żyła nieparzysta krótka dodatkowa (łac. vena hemiazygos accessoria) – w anatomii człowieka pień żylny zbierający krew z 3 lub 4 górnych przestrzeni międzyżebrowych lewych oraz częściowo z oskrzeli i śródpiersia, które biegnie w dogłowowym przedłużeniu żyły nieparzystej krótkiej i uchodzi do żyły nieparzystej. 

## Przebieg
Żyła nieparzysta krótka dodatkowa rozpoczyna się w śródpiersiu górnym, biegnie wzdłuż lewej strony górnych kręgów piersiowych i po przejściu nad kręgosłupem uchodzi na wysokości VII kręgu piersiowego do żyły nieparzystej.  Długość żyły nieparzystej krótkiej jest zmienna.

## Dopływy
- żyły międzyżebrowe tylne lewe
- żyły oskrzelowe
- żyły śródpiersiowe[2]

## Odmiany
- może uchodzić do żyły nieparzystej krótkiej[2]
- może nie mieć zastawek[3]
- może się łączyć górnym końcem z żyłą ramienno-głowową lewą[3]

## Zespolenia
- żyła ramienno-głowowa[3].

## Zastawki
Żyła nieparzysta krótka posiada zastawki w 2/3 przypadków.